# Eldtuppen
Eldtuppen är ett studioalbum av Lars Winnerbäck, utgivet 27 september 2019 på United Stage Artists. Albumet inleds med spåret Tror jag hittar hem, vars text handlar om den småländska skulpturen Jätten Vist i Huskvarna.

## Låtlista
1. Tror jag hittar hem
2. Paradiset
3. Eldtuppen
4. Hur och vem och vad
5. Skulle aldrig hända oss
6. När jag såg dig
7. Vykort från Alperna
8. Precis det där
9. Död och himmel
10. Stockholm i okt
11. Hymn

## Medverkande
Text och musik av Lars Winnerbäck
Producerad av Jerker Odelholm och Lars Winnerbäck, 2019
- Lars Winnerbäck – sång, gitarr
- Jerker Odelholm – bas
- Jonna Löfgren – trummor, percussion, kör
- Therese Johansson – sång, gitarr, percussion
- Tomas Hallonsten – klaviatur, trumpet
- Staffan Johansson – gitarr
- Carl Ekerstam – gitarr, kör
- Per Texas Johansson – saxofon (Tror jag hittar hem), klarinett (Hymn)